# Chronik
Eine Chronik (von altgriechisch χρονικά (βιβλία) chrónika (biblía) zu χρόνος chrónos ‚Zeit‘, demnach sinngemäß „Zeitbuch“) ist eine geschichtliche Prosadarstellung, in der die Ereignisse in zeitlicher Reihenfolge geordnet dargestellt sind. Chroniken können von knappen, reinen Datenlisten bis hin zu ausführlichen Schilderungen für einzelne Jahresereignisse reichen. Der Verfasser einer Chronik wird als Chronist, die entsprechende literarische Gattung als Chronistik bezeichnet.

## Überblick
Die Chronik als Form der Geschichtsschreibung wurde im Altertum entwickelt. Bereits im alten Orient entstanden kurze chronikalische Werke, wenngleich diese nicht literarisch aufgearbeitet waren und nur über wichtige Ereignisse knapp berichteten.
In der griechisch-römischen Antike entstanden ebenfalls Chroniken, die inhaltlich aber weiter gefasst waren. Zu nennen ist z. B. Apollodor von Athen, Kastor von Rhodos und Dexippos (wenngleich dessen Chronik wohl recht stark der „klassischen Geschichtsschreibung“ angenähert war). Christliche antike Autoren orientierten sich an dem Genre der griechischen Chronistik aus hellenistischer Zeit. Bedeutenden Einfluss für spätere christlichen Geschichtsschreiber hatte die Chronik des Sextus Iulius Africanus. Gerade für die Zeit der Spätantike liefern einige Chroniken, obwohl viele nur knappe Darstellungen boten, wichtige Erkenntnisse. Zu nennen sind unter anderem die Chronik des Eusebius von Caesarea, des Hieronymus, des Hydatius von Aquae Flaviae, des Josua Stylites, des Johannes Malalas oder das Chronicon Paschale. Einen Spezialfall stellen die sogenannten Consularia dar, bei denen es sich um Chroniken auf Basis römischer Konsullisten (fasti consulares) handelt, die nur knappe inhaltliche Zusätze boten. Mit dem Ende der Antike lebte die Tradition der Chronik im byzantinischen Reich fort (siehe etwa Georgios Synkellos und Theophanes).
Im lateinischen Westen erlebte die Chronik ihre Blütezeit im hohen und späten Mittelalter. Sie stellt sich als Bericht über geschichtliche Vorgänge in zeitlicher Anordnung, jedoch nicht auf der Grundlage der Kalender-Jahre (Annalen), sondern im größeren chronologischen Zusammenhang der Regierungszeiten etwa von Königen und Päpsten dar. Chroniken verfolgen die Absicht, dem Leser einen zeitlich geordneten historischen Überblick zu verschaffen; die von einem explizit christlichen Standpunkt aus verfassten Chroniken versuchen auch, einen Zusammenhang zwischen christlicher Heilsgeschichte und weltlicher Geschichte herzustellen.
Nach Inhalt und Reichweite sind Weltchroniken, Kaiser- und Königschroniken, Landeschroniken, Kloster-, Kirchen- und Städtechroniken zu unterscheiden. Die Hauschronik ist eine familiäre, genealogisch ausgerichtete Erinnerungsschrift. Hinzu kamen schließlich die Familienchroniken, die seit der Renaissance in Italien, bald auch in den deutschen Handelsstädten entstehen und ein neues Medium bürgerlichen Selbst- und Traditionsbewusstseins, aber auch eine Vorform der Autobiografie bilden. Mittelalterliche Beispiele von Chroniken sind unter anderem die Chronica maiora des Isidor von Sevilla (6./7. Jahrhundert), die Fredegarchronik (7. Jahrhundert), die Chronik des Thietmar von Merseburg (11. Jahrhundert), die Chronica sive Historia de duabus civitatibus des Otto von Freising (12. Jahrhundert) oder die Weltchronik von Hartmann Schedel (spätes 15. Jahrhundert). Hinzu kommen zahlreiche weitere Werke. Deutschsprachige Chroniken (sieht man vom Annolied ab) kennt man seit dem 12. Jahrhundert.
Schulchroniken begannen im 19. Jahrhundert und zeichneten oft das bis dahin gesammelte Wissen der ortsschulgeschichtlichen Entwicklung auf, um dann detailliert über die aktuelle Schulsituation (schul-)jährlich zu berichten.

Familienchronik 1894

Neben ihrer historischen Gebrauchsform lebt die Chronik heute auch als populäre Gebrauchsform weiter, so zum Beispiel in Dorf- oder Vereinschroniken. Eine weitere Karriere hat sie als literarisches Strukturmodell besonders in der fiktionalen Erzählprosa gemacht. So zum Beispiel in den Buddenbrooks von Thomas Mann.
Beispiel afrikanischer Chroniken sind etwa die Kilwachronik (um 1520) oder die Patechronik.

## Verwandte Formen
Durch die rein chronologische Darstellung von Ereignissen unterscheidet sich die Chronik von solchen Geschichtswerken, die das Geschehene unter Herstellung von Bezügen und Zusammenhängen zu verstehen, beschreiben und zu erklären versuchen sowie oft reichere Stilelemente beinhalten (z. B. Reden). Solche Geschichtswerke sind im Mittelalter unter anderem von Gregor von Tours, Ernst von Kirchberg, Fulcher von Chartres, Lambert von Hersfeld, Jean Froissart, Thietmar von Merseburg, Otto von St. Blasien und Matthias von Neuenburg verfasst worden. Bekannte spätmittelalterliche Chronisten aus der Schweiz sind unter anderem Gerold Edlibach, Hans Fründ, Konrad Justinger, Diebold Schilling der Ältere, Diebold Schilling der Jüngere, Werner Schodoler, Christoph Silberysen, Bendicht Tschachtlan und Johann Jakob Wick.
Als Publikation ist eine Chronik ein Nachschlagewerk, das nicht nach dem Alphabet, sondern nach der Zeitachse gegliedert ist. Allerdings findet man im Buchhandel unter der Bezeichnung „Chronik“ auch sonstige Darstellungen, die der Chronologie nicht mehr als andere Geschichtswerke folgen.
Außereuropäische Formen der Chronik sind z. B. die Kano-Chronik aus Nigeria und die Chroniken für zahlreiche südostasiatische Stadtstaaten.